# Urraca Kastilská
Urraca Kastilská (asi 1082 – 8. března 1126) byla královna Kastilie a Leónu v letech 1109–1126, královna Galicie v letech 1109–1112, dcera krále Alfonse VI., poslední vládnoucí člen navarrské dynastie.
Královna Urraca byla dvakrát vdaná. První manželství bylo uzavřeno v roce 1090 s hrabětem Raimundem Burgundským. Manželům se narodily dvě děti – Sancha a následník trůnu Alfons VII.
Roku 1107 se Urraca stala vdovou a o dva roky později se podruhé vdala za bojovného aragonského krále Alfonse I. Již v roce 1114 bylo manželství rozvedeno, protože oba manželé proti sobě vedli otevřenou válku.
Ze vztahu s Pedrem Gonzálesem de Lara se Urrace narodil syn Fernando Perez Furtado, kterého královna uznala v roce 1123 za legitimního.